# Хоакин
Хоаки́н (исп. Joaquín) — мужское имя, испанский вариант имени Иоахим. Получило распространение начиная с XIV века.
Память Святого Иоакима в Католической церкви — 26 июля.

## Имя
- Хоаки́н Ансе́льмо Мари́я Альбареда-и-Рамонеда — бенедиктинец, испанский кардинал
- Хоаки́н Альмуни́я Ама́нн — испанский и европейский политик
- Хоаки́н Балаге́р — трижды президент Доминиканской республики
- Хоаки́н Бериста́йн — мексиканский композитор и дирижёр
- Хоаки́н Анто́нио Богосся́н — уругвайский футболист армянского происхождения
- Хоаки́н Боте́ро — боливийский футболист
- Хоаки́н Вильяло́бос — сальвадорский общественный деятель
- Хоаки́н Гарсиа-Морато — лучший ас-истребитель Гражданской войны в Испании
- Хоаки́н Гусман Лоэра — мексиканский наркобарон и миллиардер
- Хоаки́н Гутьеррес Мангель — коста-риканский писатель, переводчик и журналист
- Хоаки́н Дисента-и-Бенедикто — испанский писатель и драматург
- Хоаки́н Дуалде Сантос де Ламадрид — испанский спортсмен, бронзовый призер Олимпийских игр в Риме (1960) по хоккею на траве
- Хоаки́н Капи́лья Пе́рес — мексиканский прыгун в воду
- Хоаки́н Капарро́с — футбольный тренер
- Хоаки́н Кордеро — мексиканский актёр
- Хоаки́н Корте́с — цыганский танцор фламенко
- Хоаки́н Синфориано де Хесус Креспо Торрес — трижды президент Венесуэлы
- Хоаки́н Куадра Лакайо — никарагуанский революционер
- Хоаки́н Сальвадо́р Лава́до — аргентинский художник -карикатурист
- Хоаки́н Маури́н и Хулиа́ — испанский левый политический деятель
- Хоаки́н Миллер (Цинциннат Хайнер Миллер) — американский писатель
- Хоаки́н Мурье́та — полулегендарная фигура времён калифорнийской золотой лихорадки 1850-х годов
- Хоаки́н Наварро-Вальс — врач и испанский журналист
- Хоаки́н Нин-и-Кастелья́нос — кубинский композитор
- Хоаки́н Мария Нин-Кульмель — американский композитор, пианист и музыкальный педагог кубинского происхождения
- Хосе́ Хоаки́н де Ольмедо — эквадорский поэт и политик
- Хоаки́н Пе́рес де лас Эрас — мексиканский спортсмен-конник, двукратный бронзовый призёр летних Олимпийских игр 1980 года по конкуру
- Хоаки́н де ла Песуэла Гриньян и Санчес Муньос де Веласко — испанский военный деятель, вице-король Перу в период войны за независимость
- Хоаки́н Рами́рес-и-Се́сма — мексиканский генерал 19-го века
- Хоаки́н Родри́го Ви́дре — испанский композитор
- Хосе Хоакин Рохас Хиль — испанский шоссейный велогонщик
- Хоаки́н Рамо́н Марти́нес Саби́на — испанский певец и композитор
- Хоаки́н Са́нчес Родри́гес — испанский футболист
- Хоаки́н Солано Чагойя — мексиканский военный, призёр Олимпийских игр
- Хоаки́н Соро́лья-и-Басти́да — испанский живописец
- Хоаки́н Торрес Гарсия — уругвайский художник
- Хосе́ Хоаки́н Антонио Трехос Фернандес — коста-риканский политик, президент Коста-Рики (1966—1970)
- Хоаки́н Тури́на Пе́рес — испанский композитор, пианист, дирижёр и музыкальный критик
- Хоаки́н Фанхуль Гоньи — испанский генерал
- Хоаки́н Феникс — американский актёр
- Хоакин Бертольд — испанский актёр

## Фамилия
- Ник Хоакин — филиппинский писатель, историк, биограф и журналист